# 994-й отдельный батальон связи
994-й отдельный батальон связи — воинское подразделение в вооружённых силах СССР во время Великой Отечественной войны.
В составе Действующей армии:
- 12 ноября 1943 года — 3 сентября 1945 года.[1]

Входил в состав 94-го стрелкового Староконстантиновского Краснознамённого корпуса
Награды:
- 20 сентября 1945 года —  Орден Красной Звезды- награжден указом Президиума Верховного Совета СССР от 20 сентября 1945 года за образцовое выполнение заданий командования в боях против японских войск на Дальнем Востоке при прорыве Маньчжуро-Джалайнурского и Халун-Аршанского укреплённых районов, форсирование горного хребта Большой Хинган, овладении городами Чанчунь, Мукден, Цицикар, Жэхэ, Дайрен, Порт-Артур и проявленные при этом доблесть и мужество.